# Museu J. Paul Getty

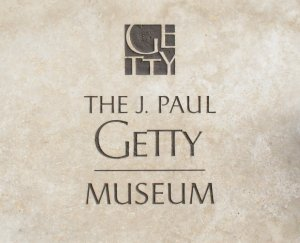
Logo a l'entrada del museu

El Museu J. Paul Getty (oficialment i en anglès: J. Paul Getty Museum) és un museu d'art en l'estat de Califòrnia (Estats Units). És d'origen privat i té dues seus:
- el Getty Center a Los Angeles
- la Getty Vila a Malibu.

Posseïx art des de l'Antiguitat fins al segle xx i rep uns 1.300.000 visitants cada any. És per tant un dels museus més visitats dels Estats Units.

## Història
El 1974, el magnat de la indústria petroliera Jean Paul Getty va obrir com museu un suntuós palau a Pacific Palisades, prop de Malibú. Aquest edifici era una recreació de la Vila dels Papirs de l'antiga Herculà, localitat de l'Imperi Romà que va resultar destruïda pel volcà Vesuvi, i en 1976, en obrir-se el testament de Jean Paul Getty, havia deixat set-cents milions de dòlars al museu, i durant sis anys va haver plets que van impedir el seu ús.
El 1997 el Museu J. Paul Getty va canviar la seva ubicació a l'actual, el Getty Center a l'àrea de Brentwood (Los Angeles). El museu originari de Pacific Palisades es va reservar a les col·leccions d'art grec i romà, i va adoptar el nom de Getty Vila, sent reformat el 2006. El Getty Center alberga la resta de col·leccions, així com centres d'investigació, sala de conferències i la seu administrativa del fideïcomís o fundació que gestiona tant el museu com altres activitats (entre elles, treballs d'investigació i restauració en diversos països).

## Algunes de les seves obres d'art rellevants
| Arte antica (Getty Villa)- Atleta di Fano Cima da Conegliano- Santo a cavallo, 1510 av. Correggio- Velo della Veronica, 1521 av. Dosso Dossi- Pan e la ninfa, 1524 av. - Allegoria della Fortuna, 1535-1538 av. | Jean Fouquet- Libro d'Ore di Simon de Varie, 1450 av. Gentile da Fabriano- Incoronazione della Vergine, 1420 av. - Adorazione del Bambino, 1420-1421 av. Lorenzo Lotto- Madonna col Bambino e due donatori, 1533-1535 av. Andrea Mantegna- Adorazione dei Magi, 1497-1500 av. | Masaccio- Sant'Andrea, 1426 Pontormo- Alabardiere, 1529-1530 av. Tiziano- Venere e Adone, 1555-1560 Antoon van Dyck- Ritratto di Thomas Howard, secondo conte di Arundel | Giovanni Battista Pittoni- Il Sacrificio di Polixena, 1733 Vincent van Gogh- Iris, 1889 Giacomo Manzù- Cardinale seduto, 1975-77 |